# Nathan Outteridge
Nathan Outteridge (Newcastle (Austrália), 28 de janeiro de 1986) é um velejador australiano, campeão olímpico da classe 49er.

## Carreira

### Londres 2012
Nathan Outteridge representou seu país nos Jogos Olímpicos de 2008 e 2012, na qual conquistou a medalha de ouro na classe 49er, em Londres. 

### Rio 2016
Nos Jogos Olímpicos de Verão de 2016 Nathan ao lado de Iain Jensen foram dominados por Peter Burling e Blair Tuke e ficaram com a medalha de prata.